# SphereWars
SphereWars. Otro mundo es un juego de miniaturas de estrategia.

## Ambientación
El juego está ambientado en un universo medieval-fantástico.
Alejado de los mundos de fantasía tradicionales, no existen ni elfos, ni orcos, ni dragones... Si bien hay humanos,  el resto de razas son completamente nuevas. Un pequeño resumen de las diferentes facciones sería:
-Alianza: consta de humanos divididos en dos subfacciones: las Mercenarias de Isha y la Legión de los Cien Corazones; permitiendo formar una banda con las primeras (débiles cuerpo a cuerpo pero con armas de proyectiles y magia), los segundos (fornidos guerreros con pesadas armaduras), o una combinación de ambos.
-Adeptos de Malesur: humanos cuya devoción al dios del aire les permite cambiar de forma y adquirir rasgos animales, lo que les hace guerreros únicos.
-Manadas de Urueh: hordas de demonios de fuego cuyo único interés es reducir el mundo de Saphir a cenizas.
-Vástagos de Kurgan: criaturas adoradoras del dios del hielo, estos gigantescos guerreros se basan no sólo en sus grandes armas sino también en sus tentáculos para sembrar la destrucción entre sus enemigos.
-Neonatos: huyendo de la opresión de la Legión de los Cien Corazones, esta facción de humanos se ha centrado en el estudio de las ciencias para hacerse un hueco en el mundo, portando armas como pistolas y mosquetes.
-Malditos de Malakoy: hordas de no muertos que buscan eterna venganza contra un agravio cometido largo tiempo ya.
Cada una de las bandas tiene la oportunidad de organizarse de dos o tres formas diferentes en función del líder que las comande, lo que permite una gran flexibilidad y variedad de oponentes.

## Sistema de juego
SphereWars es un juego para dos o más jugadores, con un sistema de juego muy rápido basado en la realización de tiradas enfrentadas de dados de 6 caras. Eso le confiere gran simplicidad y rapidez. Por otra parte, se dispone de órdenes que se pueden emitir desde el líder o el mensajero, que permiten pequeñas recolocaciones, superar chuequeos de moral, etc. lo que le da al juego un importante toque estratégico.
Por otro lado, hay multitud de reglas opcionales para interaccionar con el entorno, trepar obstáculos, determinar el tiempo atmosférico, etc que pueden conferir a la partida variables adicionales, convirtiendo los obstáculos en objetos estratégicos, o cambiando totalmente los planes de batalla si una lluvia torrencial ha mojado tus reservas de pólvora.
El juego está organizado para disputar escaramuzas entre bandas, en la línea de otros juegos de miniaturas como Mordheim o Blood Bowl. Las partidas se estructuran en escenarios que indican el tipo de despliegue, reglas especiales y condiciones de victoria; de tal manera que la aniquilación del enemigo no siempre es el objetivo, aunque las bajas causadas suelen usarse para resolver los desempates en torneos y ligas. Esto hace que la conformación de las bandas pueda variar y adaptarse en función del escenario a jugar y la táctica de cada jugador.
Un punto curioso es que los líderes y avatares (hechiceros) tienen el perfil de un héroe relevante en la historia de Saphir, con un nombre y descripción propia. Asimismo, se incluye dentro del perfil una característica llamada Puntos Arcanos, que pueden invertirse en adquirir objetos encantados sin aumentar el valor de puntos del héroe en cuestión.
En una partida a 600 puntos (aproximadamente, de una hora de duración) se controlan entre 6 y 8 miniaturas, dependiendo de la facción o raza escogida.Aunque la duración puede estar sometida a variaciones según las condiciones de cada escenario, suelen tratarse de partidas de como mucho 2 horas de duración; jugándose en tableros de 100x100 cm.